# Jetenburger Kirche

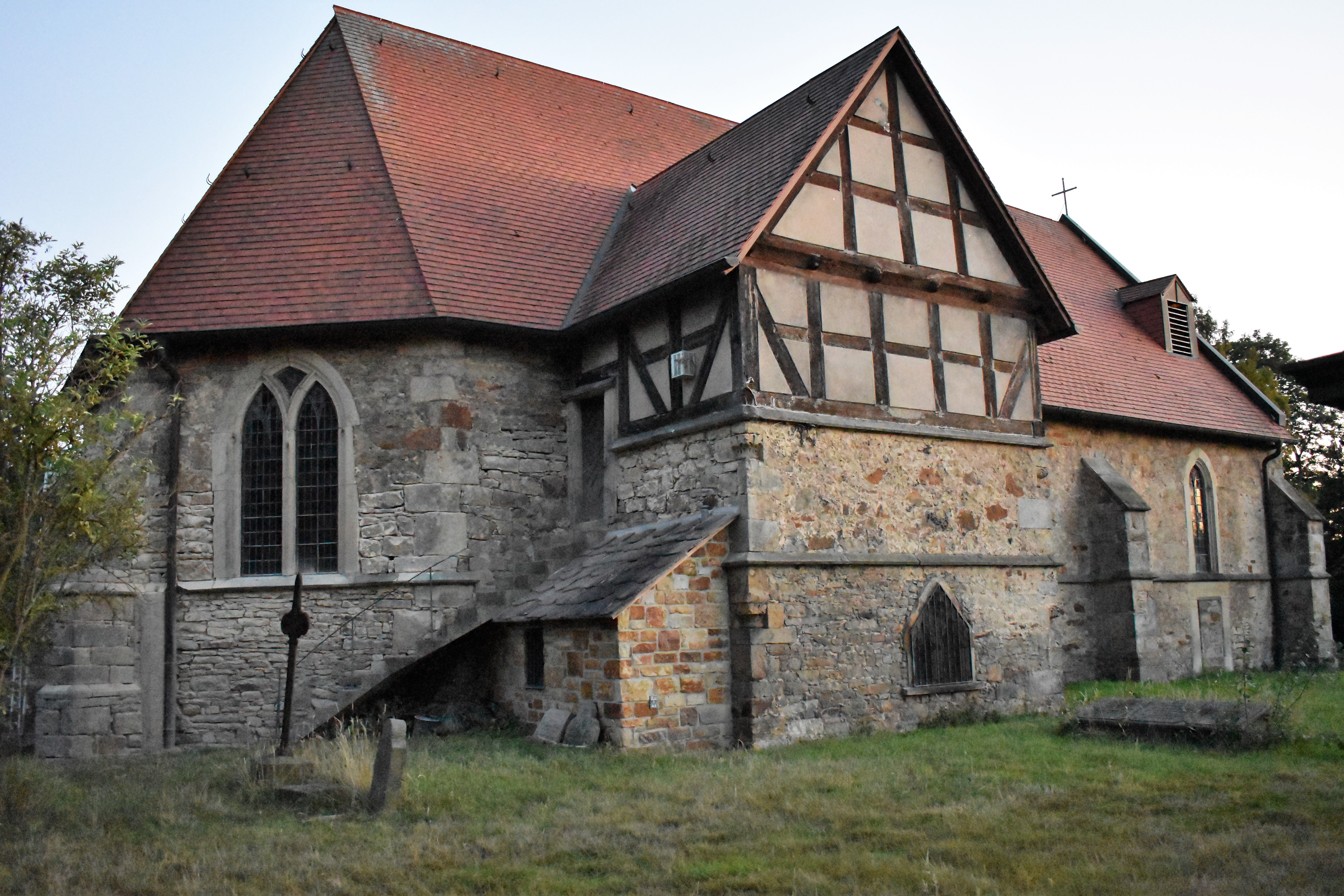
Jetenburger Kirche

Die Jetenburger Kirche ist eine kleine evangelisch-lutherische Kirche in Bückeburg, Landkreis Schaumburg, Niedersachsen. Die auf den ersten Blick einfach erscheinende, turmlose Bruchstein-Dorfkirche stammt von 1573.

## Bauwerk
Es handelt sich um einen Saalbau von zwei Jochen mit dreiseitig geschlossenem Chor. Zwischen einfachen Strebepfeilern sind Maßwerkfenster mit Sandsteingewänden angeordnet. Der schlichte Westgiebel ist durch ein kleines Relief geschmückt, das links vom Eingangstor in die Wand eingelassen ist. Auf der Nordseite ragt ein Sakristeianbau hervor, der sich in ein mit massives Untergeschoss und ein Fachwerkobergeschoss gliedert. Das Untergeschoss zeigt Maßwerkfenster mit spätromanischen Lilienkapitellen.

## Innenraum und Ausstattung
- Das Innere weist ein Kreuzrippengewölbe auf, das auf Profilkonsolen lagert.
- Die achteckige Sandsteintaufe von 1577 steht auf einem Sockel mit Löwenköpfen. Sie ist geschmückt mit Evangelistensymbolen und Reliefs von Kirchenvätern und Heiligen.
- Die hölzerne Kanzel mit Sandsteinsockel stammt von 1564.
- Epitaphe, Totenschilde und Grabplatten erinnern an Verstorbene.

## Geschichtliches
Schon seit dem 12. Jahrhundert befand sich hier eine Kirche. Der spätgotische Vorgängerbau wurde 1570 bis 1573 durch das bis heute erhaltene Bauwerk ersetzt. Dabei blieb der mittelalterliche Turm der alten Kirche zunächst erhalten, er wurde nach 1600 aber abgebrochen. 
Die Jetenburger Kirche war bis zur Fertigstellung der Bückeburger Stadtkirche (1615) Pfarrkirche für die Jetenburger und die Bückeburger. Jetenburg ist der älteste Stadtteil von Bückeburg entlang der Jetenburger Straße. Bis 1928 handelte es sich um ein eigenständiges Dorf. 
2013 wurde der Innenraum der Kirche umfassend renoviert, wobei man den Altar in seiner ursprünglichen Form wiederherstellte.

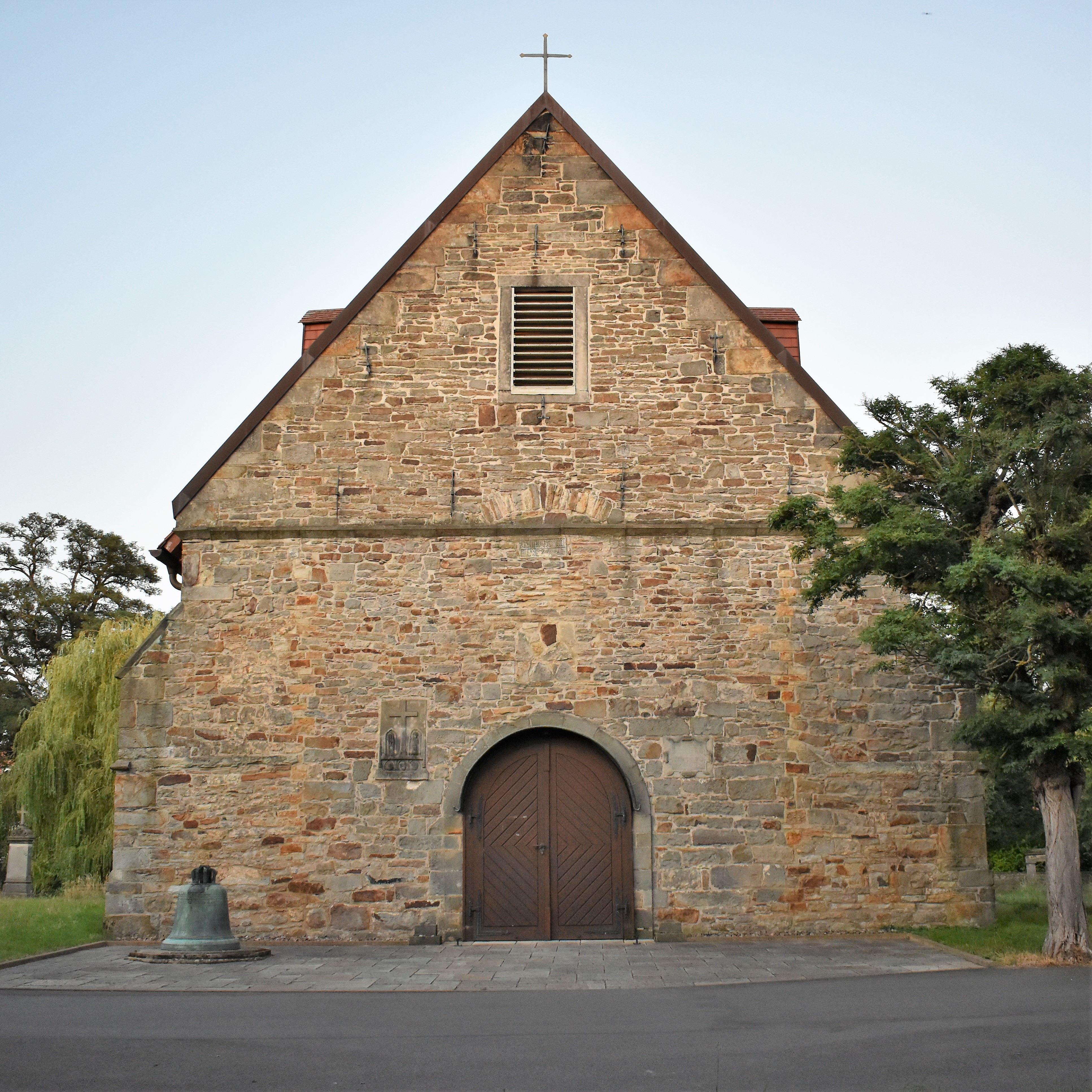
Der schlichte Westgiebel
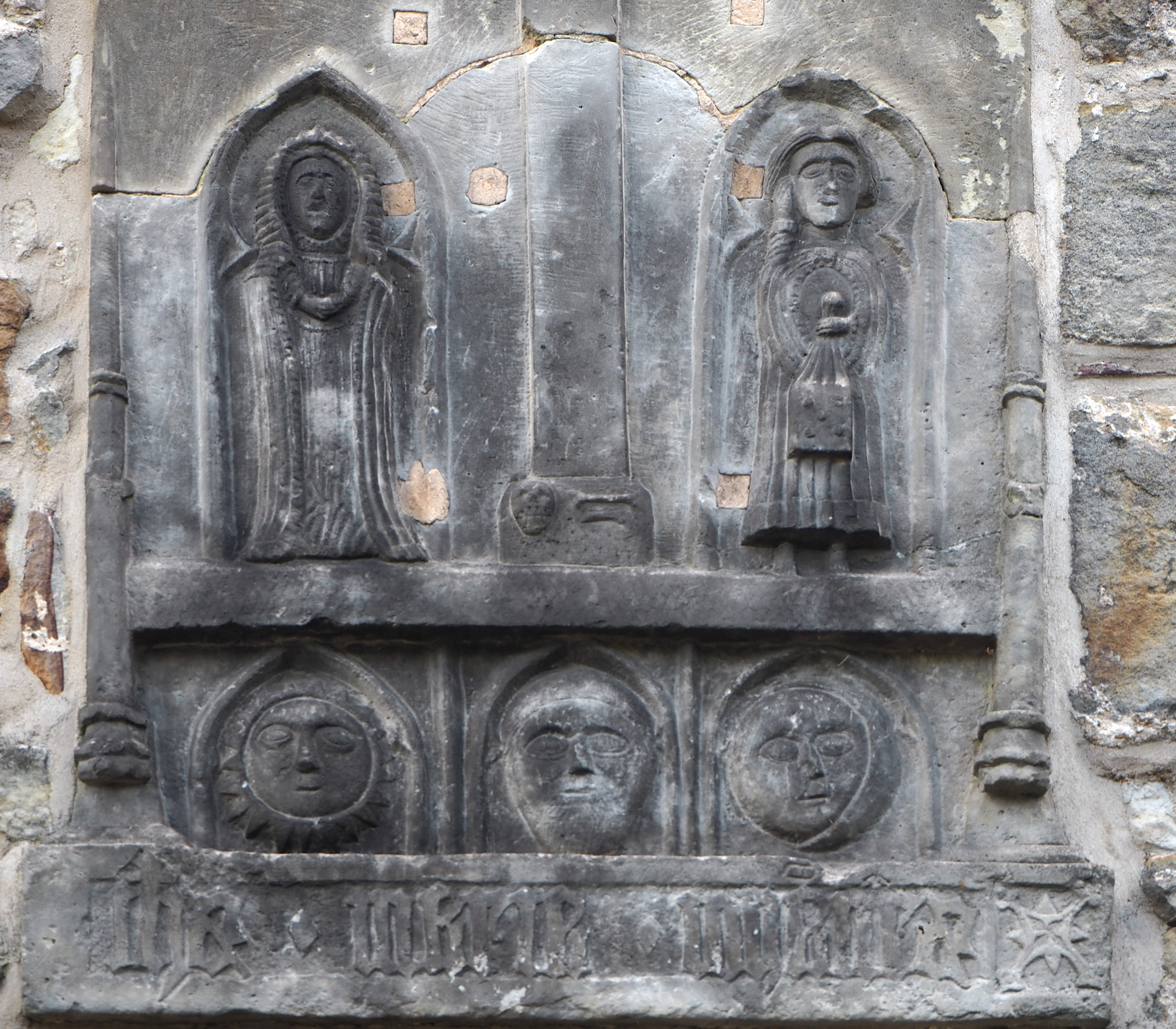
Der untere ursprüngliche Teil des Reliefs am Westgiebel
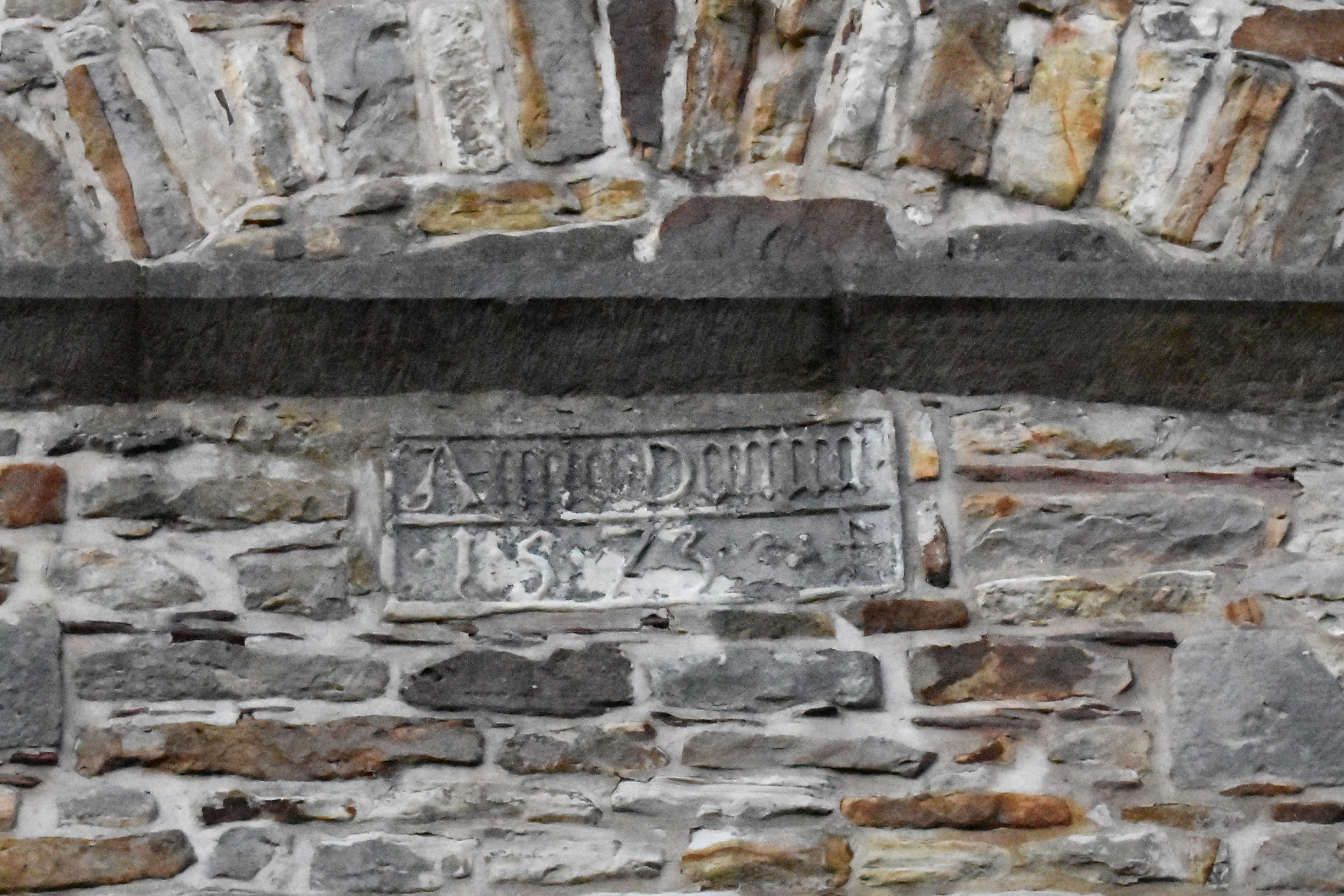
Die Bauzeit der Kirche ist in Stein festgehalten: Anno Domini 1573

## Friedhof
Die Kirche ist von einem Friedhof umgeben, der noch vollständig von einer historischen Bruchsteinmauer umschlossen ist. Der Friedhof wird heute nicht mehr als solcher genutzt, aber viele historische Grabmale sind erhalten. Hier befinden sich unter anderem die Gräber von Johann Christoph Friedrich Bach (1732–1795), Louise Lehzen (1784–1870), Gouvernante von Queen Victoria, und das Grab von Viktor von Strauß und Torney (1809–1899).

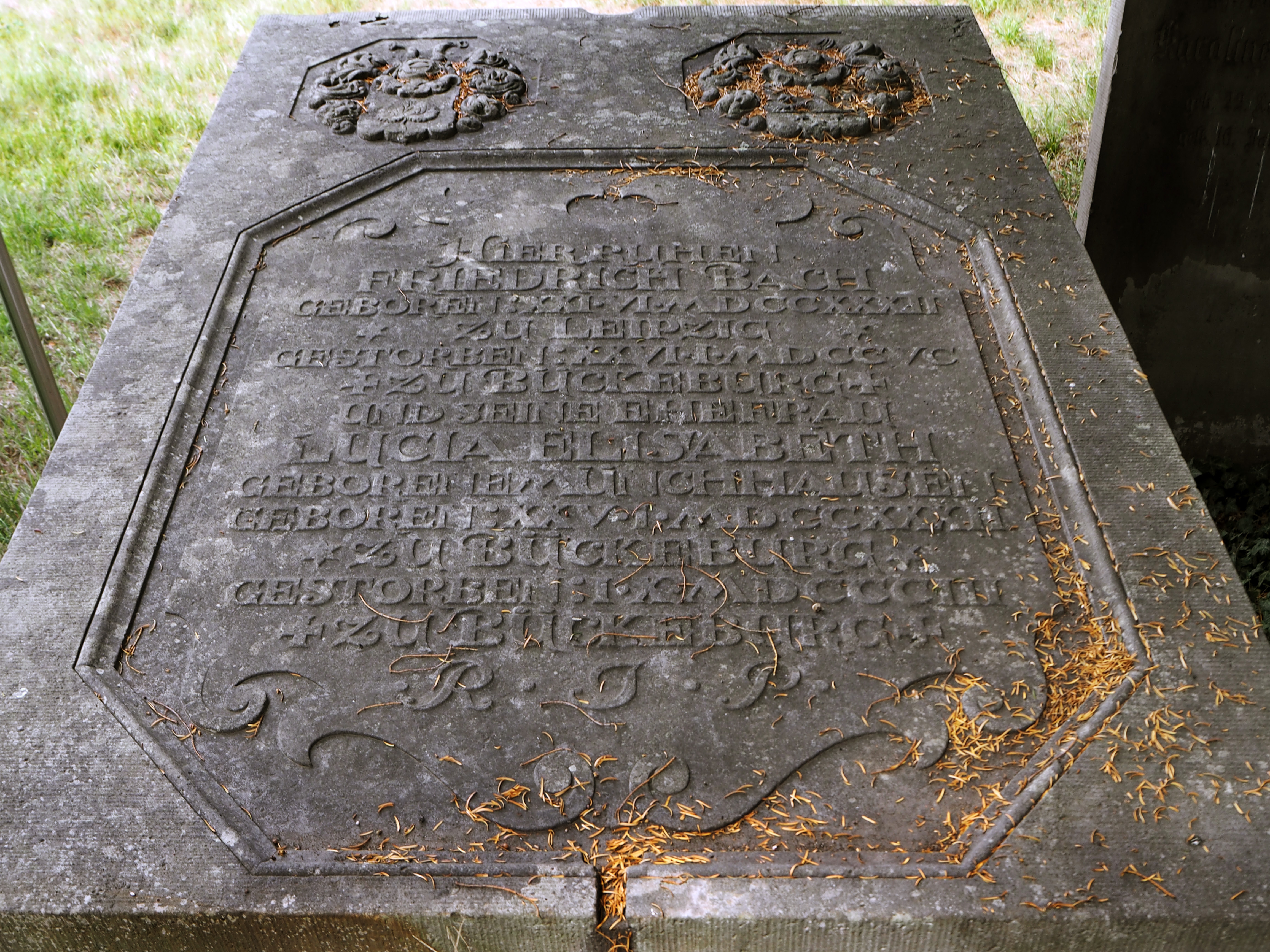
Grabmal von Johann Friedrich Christoph Bach und Gemahlin
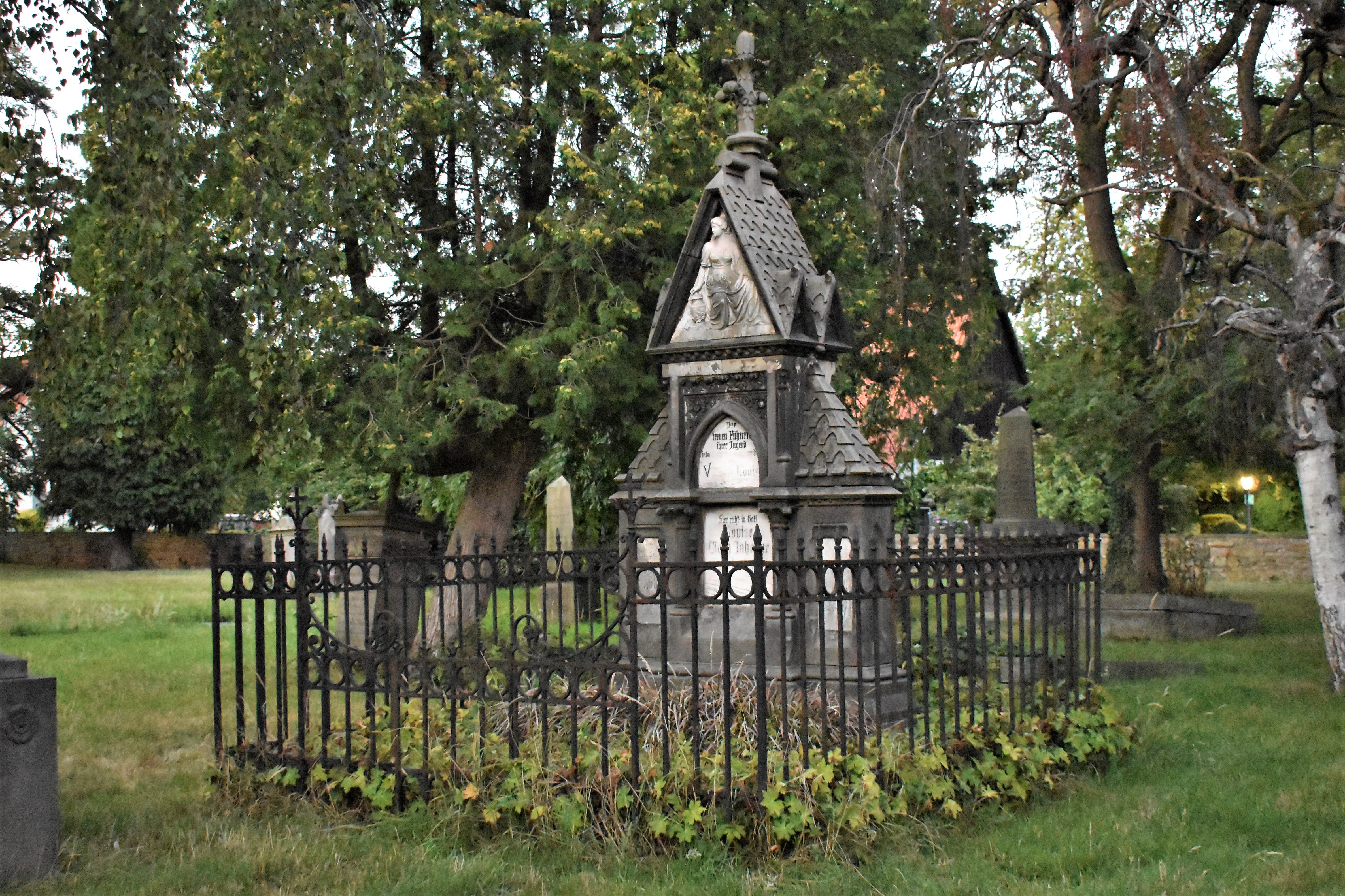
Grabmal von Louise von Lehzen
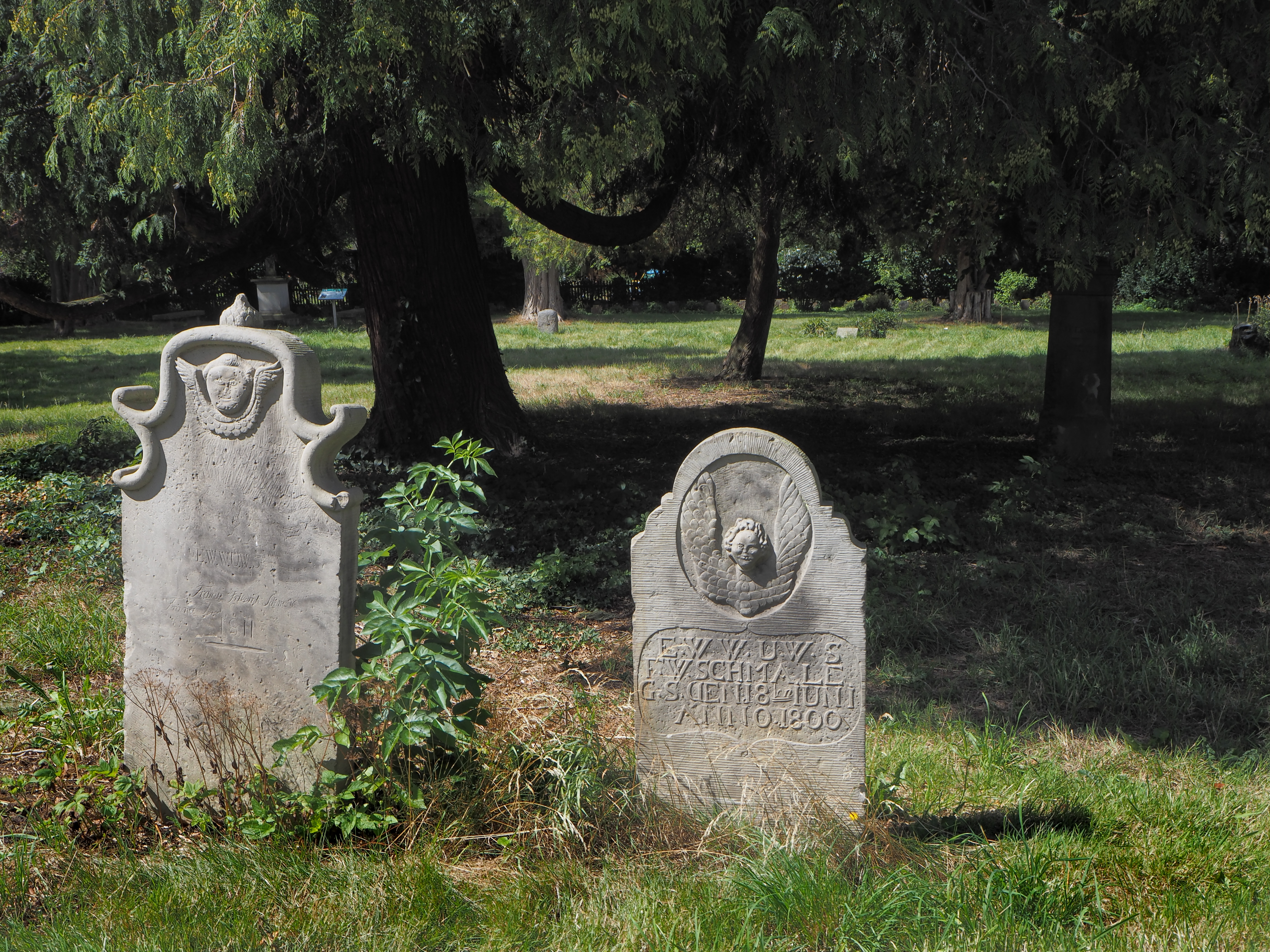
Gräber auf dem Jetenburger Friedhof

HIER RUHEN

FRIEDRICH BACH

GEBOREN : XXI. VI.MDCCXXXII

 *  ZU LEIPZIG *

GESTORBEN : XXVI . I. MDCCVC

+  ZU BÜCKEBURG +

UND SEINE EHEFRAU

LUCIA ELISABETH

GEBORENE MÜNCHHAUSEN

GEBOREN :  XXV . I . MDCCXXXII

 * ZU BÜCKEBURG *

GESTORBEN : I . X . MDCCCIII

+ ZU BÜCKEBURG +

R  . J . P .